# Feijão com Arroz
Feijão com Arroz è il quarto album in studio da solista della cantante brasiliana Daniela Mercury, pubblicato nel 1996 in Brasile e nel 1997 in America del Nord e Europa.

## Tracce
1. Nobre Vagabundo – 3:54 (Márcio Mello)
2. Rapunzel – 3:39 (Alaim Tavares, Carlinhos Brown)
3. Minas com Bahia (featuring Samuel Rosa) – 3:17 (Chico Amaral)
4. Feijão de Corda (featuring Banda Bragadá) – 3:24 (Ramon Cruz)
5. Você Abusou – 4:20 (Antônio Carlos e Jocáfi)
6. Dona Canô – 3:26 (Neguinho do Samba)
7. Bate Couro – 3:30 (Tavares, Gilson Babilonia)
8. À Primeira Vista – 4:45 (Chico César)
9. Rede – 4:29 (Tavares, Babilonia)
10. Musa Calabar – 3:31 (Guiguio)
11. Vai Chover – 3:39 (Gustavo de Dalva, Boghan Costa)
12. Vestido de Chita – 4:26 (Ivan Huol, Mercury)
13. Do Carinho – 3:51 (Dalva, Costa)
14. Bandeira Flor – 4:22 (Mello)
15. Vide Gal – 3:15 (Brown)
16. Usted Abusó (Você Abusou) (International Bonus Track) – 4:20 (Antônio Carlos e Jocáfi)
17. Ue Wo Muite Aruko (Sukiyaki) (International Bonus Track) (Traditional)